# Menexenus (Plato)
De Menexenus (Grieks: Μενέξενος) is een van de vreemdste werken van de Atheense filosoof Plato.
Het wordt gewoonlijk gedateerd rond 387/6 v. Chr.

## Inhoud
De Menexenos begint ermee dat Socrates Menexenus ontmoet, en wanneer het gesprek komt op de lijkrede voor de gevallenen in de Korinthische Oorlog, zegt Socrates dat het houden van zo'n rede niets voorstelt. Op de vraag of hij het dan ook zou kunnen, antwoordt Socrates bevestigend, maar hij voegt toe, dat hij er gisteren één geleerd heeft van Aspasia. Menexenus wil die graag horen. Na enige aarzeling steekt Socrates van wal en houdt een redevoering, die een pastiche is van het genre, vol clichés zoals de lofprijzing op de doden, het benadrukken van de grootsheid van de stad Athene en haar voortreffelijke politiek, alsmede de aansporing aan de achtergebleven familieleden om de deugd te betrachten. De gestorvenen, ten slotte, zullen eeuwig herdacht blijven.

## Commentaar
In het oog springend zijn de volgende bizarre gegevens:
- Socrates houdt deze rede in 387, maar was toen al zo'n 12 jaar dood.
- Aspasia zou hem deze redevoering geleerd hebben. Er wordt zelfs bij gezegd dat deze rede deels niet-gebruikte restanten bevat van de lijkrede die ze voor Pericles heeft geschreven (dit betreft dan de beroemde lijkrede die Pericles, beroemd om zijn redenaarstalent, uitsprak bij de herdenking van de gesneuvelden uit de Peloponnesische Oorlog). Los van de opmerkelijke rol haar toegedicht, is het niet zo waarschijnlijk dat zij nog leefde in 387.
- In de oudheid werden bovengenoemde punten niet als problematisch ervaren.

Het weinige dat men met enige zekerheid van dit werk kan zeggen lijkt te zijn dat het blijk geeft van Plato's onvrede met de politieke situatie in het Athene van zijn tijd, en met de retorica zoals die er beoefend werd, een thema dat uitvoerig aan bod komt in zijn Gorgias, een werk ook rond dezelfde tijd geschreven.
Plato's filosofische opvattingen komen niet aan bod in dit werk. Wel is de Menexenus een van de historische bronnen over de praktijk van de Atheense lijkredes.

## Dwarsverbanden met andere dialogen
Ook in de Gorgias en de Phaedrus komt het onderwerp 'retorica' aan bod. In de laatste dialoog beschrijft Plato voor het eerst de positieve beïnvloeding die van de retorica uit kan gaan.

## Nederlandse vertalingen
- Plato, Verzameld werk, vol. 1, Euthydemos - Ion - Menexenos - Hippias, vert. Hans Warren en Mario Molegraaf, 1994. ISBN 9789035113558
- Plato, "Menexenus", in: Verzameld werk, vol. 1, vert. Xaveer de Win, Antwerpen, Nederlandsche Boekhandel, 1965 (herdrukt 1978, 1980 en herzien 1999)

## Andere vertalingen
- (en)  Plato, "Menexenus", in: J.M. Cooper en D.S. Hutchinson (eds.), Complete Works, 1997, 1838 p. ISBN 9780872203495
Grondige Engelse vertaling in één band met annotaties en toelichting